# 晩秋 (ガガガSPの曲)
「晩秋」（ばんしゅう）は、ガガガSPの5枚目のシングル。2002年10月9日発売。発売元はソニー・ミュージック・レコーズ。

## 収録曲
1. 晩秋
作詞・作曲：コザック前田
アルバム『オラぁいちぬけた』や『ガガガSPベストアルバム』にも収録された。
2. 塩男
作詞・作曲：コザック前田
3. 世界は二人のために
作詞：山上路夫　作曲：いずみたく
佐良直美のカバー。トヨタ・ヴォルツのCMソング。